# Nationale Christen-Democratische Boerenpartij
De Nationale Christen-Democratische Boerenpartij (Roemeens: Partidul Național Țărănesc Creștin Democraat, PNȚCD) is een christendemocratische en agrarische politieke partij in Roemenië. Het beweert de rechtmatige opvolger te zijn van de Nationale Boerenpartij (PNȚ) uit het interbellum die tijdens het communistische regime in 1947 werd ontbonden en wiens leiders werden vervolgt.
De PNȚCD werd opgericht op 8 januari 1990 door Corneliu Coposu, een politiek gevangene tijdens de communistische dictatuur, dichter Ioan Alexandru en diplomaat in balling Ion Rațiu. Het was daarmee de eerste partij die geregistreerd werd na de val van het communistisch regime. Aan de vooravond van de eerste verkiezingen van 1990 riep de PNȚCD en de liberale PNL op tot protest en stakingen nadat de interim-regering van oud communisten FSN zichzelf - tegen de belofte in - als partij registreerde. Deze protesten werden door de interim-regering neergeslagen met behulp van de mijnwerkers (zie: Mineriada) en Coposu moest worden ontzet uit zijn belaagde huis. De verkiezingen werden met een grote overmacht gewonnen door de FSN en diens presidentskandidaat Ion Iliescu. De PNȚCD werd met 2,5% van de stemmen de vijfde partij in het parlement en diens presidentskandidaat Ion Rațiu werd derde.
De PNȚCD besloot in 1991 een samenwerking aan te gaan met onder andere de liberale PNL, de tweede grootste partij, om zo een oppositieblok te vormen tegen de FSN onder de naam Roemeense Democratische Conventie (Roemeens: Convenția Democrată Română, CDR). De PNȚCD was de grootste en belangrijkste politieke partij van deze CDR in de jaren negentig en werd geleid door Corneliu Coposu en Ion Diaconescu, ook een voormalige politieke gevangene tijdens het communisme. De CDR - inmiddels was de PNL versplinterd in verschillende fracties waarvan enkele wel binnen het CDR bleven en andere niet - werd tweede in de verkiezingen van 1992 achter de FDSN (Een afsplitsing van de FSN) van Iliescu, maar bij de verkiezingen van 1996 werd de CDR - nu weer met de PNL - en diens presidentskandidaat Emil Constantinescu eerste. 
Victor Ciorbea werd namens de PNȚCD aangesteld als premier in een coalitie met de Hongaarse minderheidspartij UDMR en de PD. Er volgde een tumultueuze regeerperiode waarbij Ciorbea na twee jaar aftrad en zijn eigen partijtje oprichtte. Hij werd opgevolgd door Radu Vasile. Vasile kreeg in zijn regeerperiode te maken met nog twee mijnwerkersstakingen en werd onder protest ontslagen in 1999. De laatste regeerperiode werd ingevuld door Mugur Isărescu. Het zorgde ervoor dat de PNȚCD vanaf de jaren 2000 uit de gratie raakte onder de centrumrechtse Roemeense kiezers en werd zij langzaamaan een inactieve micropartij. 
Bij de verkiezingen van 2000 stapte de PNL weer uit de CDR en behaalde dit blok CDR 2000, inmiddels weer onder leiding van Victor Ciorbea, niet genoeg stemmen om in het parlement te komen. Ironisch genoeg was de kiesdrempel juist in de regeerperiode van het PNȚCD verhoogd van 2% naar 5%. In 2005 was de partij zelfs kortstondig hernoemt tot Christendemocratische Volkspartij (Roemeens: Partidul Popular Creştin-Democrat, PPCD) onder leiding van Gheorghe Ciuhandu. Maar ook dit leidde in dat jaar niet tot zetels in het parlement en bij de verkiezingen van 2008 deed de partij niet mee. Nadat PPCD weer tot PNȚCD was hernoemt kwam het tot een breuk binnen de partij tussen enerzijds Victor Ciorbea en anderzijds Aurelian Pavelescu. In 2011 werd Victor Ciorbea weliswaar erkend als partijleider maar hij stapt in 2012 alsnog op en sluit zich aan bij de PNL. Aurelian Pavelescu werd partijleider en de PNȚCD kreeg dankzij een alliantie met PDL en Burger Kracht (onder de naam Rechts Roemeense Alliantie, Alianţa România Dreaptă, ARD) bij de verkiezingen van dat jaar een zetel in de senaat en het parlement. In de daarop volgende parlementaire verkiezingen deed de PNȚCD niet mee en veranderde hun oppositie jegens de PSD (de opvolger van Illiescu's FDSN) naar een coöperatie met de PSD bij de Europese verkiezingen van 2019. Door deze coöperatie stapte Europarlementariër Cristian Terheș over van de PSD naar de PNȚCD. De PNȚCD was destijds op Europees niveau aangesloten bij de Europese Volkspartij.
De partij werd vervolgens in juni 2017 uitgesloten van de Europese Volkspartij (EVP). Uiteindelijk sloot het zich in februari 2020 aan bij de European Christian Political Movement (ECPM).
In 2019 scheidde een deel van de leden zich af van de PNȚCD vanwege onvrede omtrent het leiderschap van Aurelian Pavelescu. Zij gingen verder onder de naam Nationale Boeren Alliantie (Roemeens: Alianța Național Țărăniștă, ANȚ) en geleid door Radu Ghidău. Aurelian Pavelescu maakte in 2022 bekend dat zij in aanloop naar de verkiezingen van 2024 een alliantie aangaat met de ARR van Liviu Dragnea, voormalig PSD leider en veroordeeld voor corruptie.
Alliantie van Liberalen en Democraten · Alliantie voor de Unie van Roemenen · Democratisch-Liberale Partij · Democratische Unie van Hongaren in Roemenië · Groot-Roemeniëpartij · Humanistischekrachtpartij · Nationale Democratische Partij · Nationaal-Liberale Partij · Nationale Christen-Democratische Boerenpartij · Nationale Unie voor de vooruitgang van Roemenië · Nieuwegeneratiepartij · Nieuwe Republiek · Noua Dreaptă · M10 · Partij Verenigd Roemenië · Red Roemenië-Unie · Roemeense Sociale Partij · Sociaaldemocratische Partij · Partijen van etnische minderheden · Volksbewegingspartij